# Шафар, Сабольч
Са́больч Ша́фар (венг. Sáfár Szabolcs; род. 20 августа 1974[…], Будапешт, Венгрия) — венгерский футболист, вратарь; тренер.

## Биография
Сабольч Шафар провёл за национальную сборную Венгрии 14 матчей, в том числе играл за неё Олимпийских играх 1996 года в Атланте, тогда сборная не прошла групповую стадию.
В 2003 году оказался в московском «Спартаке», но не смог закрепиться в основном составе, пропустив в 5 матчах 12 голов. Вернувшись в Австрию, Шафар позже стал чемпионом Австрии и трижды выиграл кубок этой страны.

## Достижения
- Чемпион Австрии: 2005/06 («Аустрия» Вена)
- Обладатель Кубка Австрии: 2004/05, 2005/06, 2006/07 («Аустрия» Вена)
- 3-е место в чемпионате Австрии: 2002/03 («Аустрия» Зальцбург), 2007/08, 2008/09 («Аустрия» Вена)